# Nirmides basalis
Nirmides basalis är en fjärilsart som beskrevs av Walker 1862. Nirmides basalis ingår i släktet Nirmides och familjen snigelspinnare. Inga underarter finns listade i Catalogue of Life.